# Riolus subviolaceus
Riolus subviolaceus is een keversoort uit de familie beekkevers (Elmidae). De wetenschappelijke naam van de soort werd in 1817 gepubliceerd door Müller.